# جيرانت جينينغز
جيرانت جينينغز (بالإنجليزية: Geraint Jennings)‏ هو صحفي وسياسي بريطاني، ولد في 13 مايو 1966 في ساينت هيلير في جيرزي.